# Ar (unix)
 For alternative betydninger, se Ar. (Se også artikler, som begynder med Ar)
Archiver (også kendt ar) er et UNIX-værktøj som vedligeholder en gruppe filer som en enkelt arkivfil.  I dag bliver ar typisk kun anvendt til at oprette og opdatere statiske biblioteksfiler, som en link-editor eller linker anvender; ar kan anvendes til at oprette arkiver til ethvert formål, men er stort set erstattet af tar for andre formål end statiske biblioteker.  En implementation af ar er inkluderet i GNU Binutils.